# Chemin de l'Inca au Machu Picchu
Le chemin de l'Inca au Machu Picchu (également connu sous les noms de Camino Inca ou Camino Inka) regroupe plusieurs itinéraires de randonnée qui se recoupent partiellement et par lesquels les touristes peuvent accéder au Machu Picchu, dans la cordillère des Andes au Pérou. Tous ces itinéraires font partie du réseau des chemins incas pour rallier la capitale Cuzco.

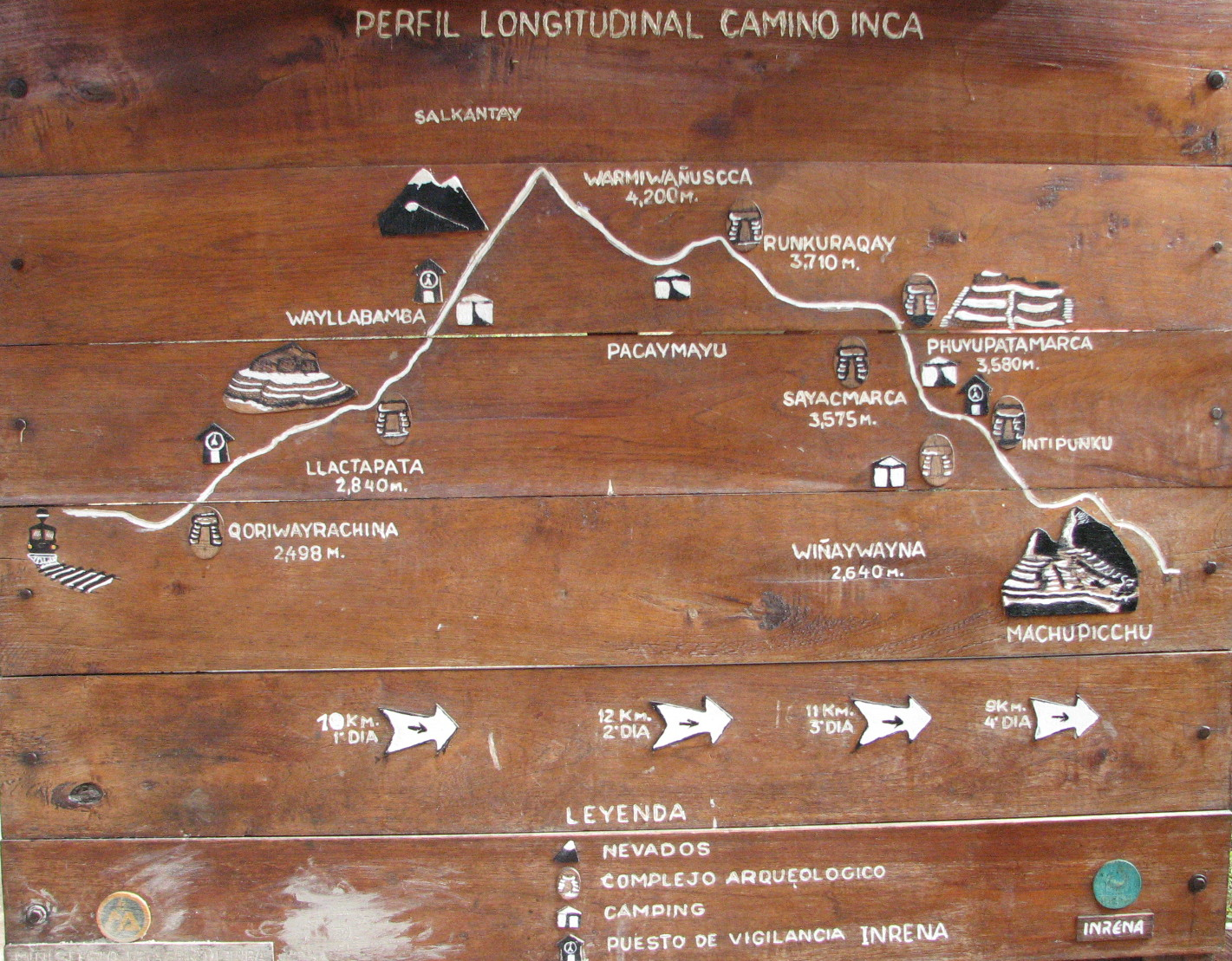
Profil du parcours classique sur un panneau à Wayllabamba

## Réglementation
Entièrement situé dans le « Sanctuaire historique de Machu Picchu » contrôlé par le SERNANP, le chemin de l'Inca est soumis à une stricte réglementation visant à protéger à la fois les espèces locales et les sites archéologiques incas. Des craintes relatives à sa sur-fréquentation et à l'érosion pouvant en résulter ont conduit le gouvernement péruvien à limiter depuis 2001 le nombre de personnes pouvant emprunter le chemin chaque saison, et à limiter drastiquement le nombre d'entreprises pouvant offrir des services de guide. Ainsi, il est obligatoire de réserver. Un maximum de 500 personnes sont autorisés à emprunter le chemin chaque jour dont seulement 200 touristes, la réglementation imposant un taux d'encadrement minimal de guides et de porteurs et limitant la charge de ces derniers à 20 kg.
Tous les permis pour une année donnée sont ouverts en janvier de cette année, et les réservations sont effectuées auprès de l'administration par les agences autorisées sur une base nominative et incessible. Il faut habituellement réserver plusieurs mois à l'avance, jusqu'à six pour la haute saison. Des postes de contrôle sont répartis sur les différents itinéraires pour vérifier que les randonneurs comme leurs accompagnateurs sont en règle.
Le chemin est fermé tous les ans au mois de février pour nettoyage et entretien par le SERNANP.

## Parcours classique

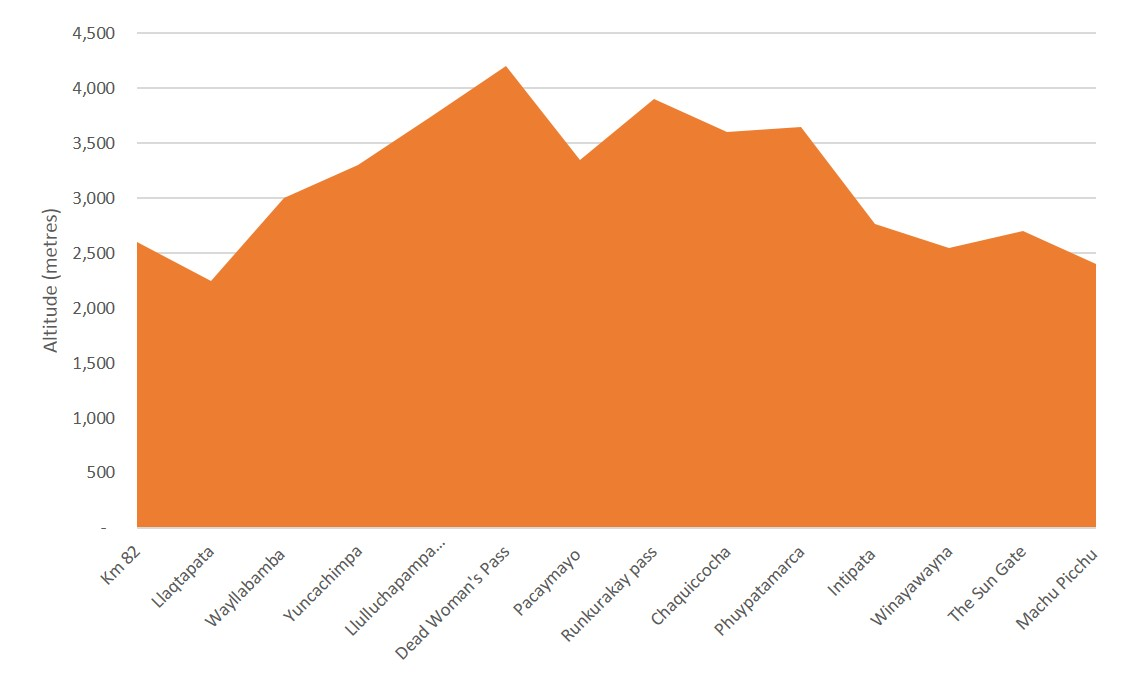
Profil altimétrique du parcours classique du chemin de l'Inca

Les agences touristiques proposent de le couvrir en quatre ou cinq jours. Le départ a lieu dans la vallée de l'Urubamba, soit à partir du kilomètre 82 soit à partir du kilomètre 88 (calculé depuis le centre de Cuzco), à 2 800 et 2 600 mètres d'altitude respectivement.

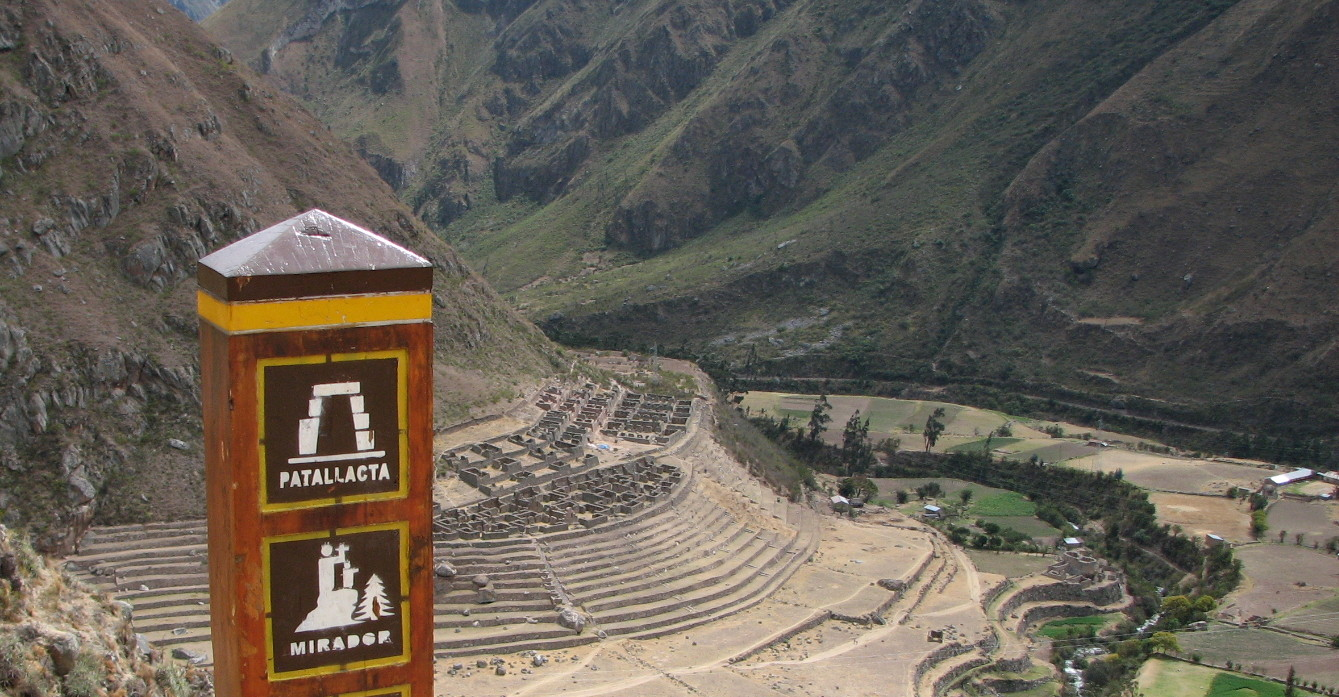
Vue du site de Patallacta

Ces deux branches se rejoignent au pied des terrasses incas de Patallacta (en), face au village de Llactapata, pour remonter ensuite la rivière Cusichaca (en). Au village de Wayllabamba ("plaine herbeuse" en quechua), peuplé d'environ 400 habitants et dernière zone habitée sur le chemin de l'Inca, l'itinéraire classique est rejoint par celui en provenance du Salkantay, à 3 000 m d'altitude. Le chemin tourne alors vers l'ouest en direction du Machu Picchu. Pour éviter d'endommager la piste, les animaux de bât (équidés mais aussi lamas) comme les bâtons de marche à pointe métallique sont interdits.

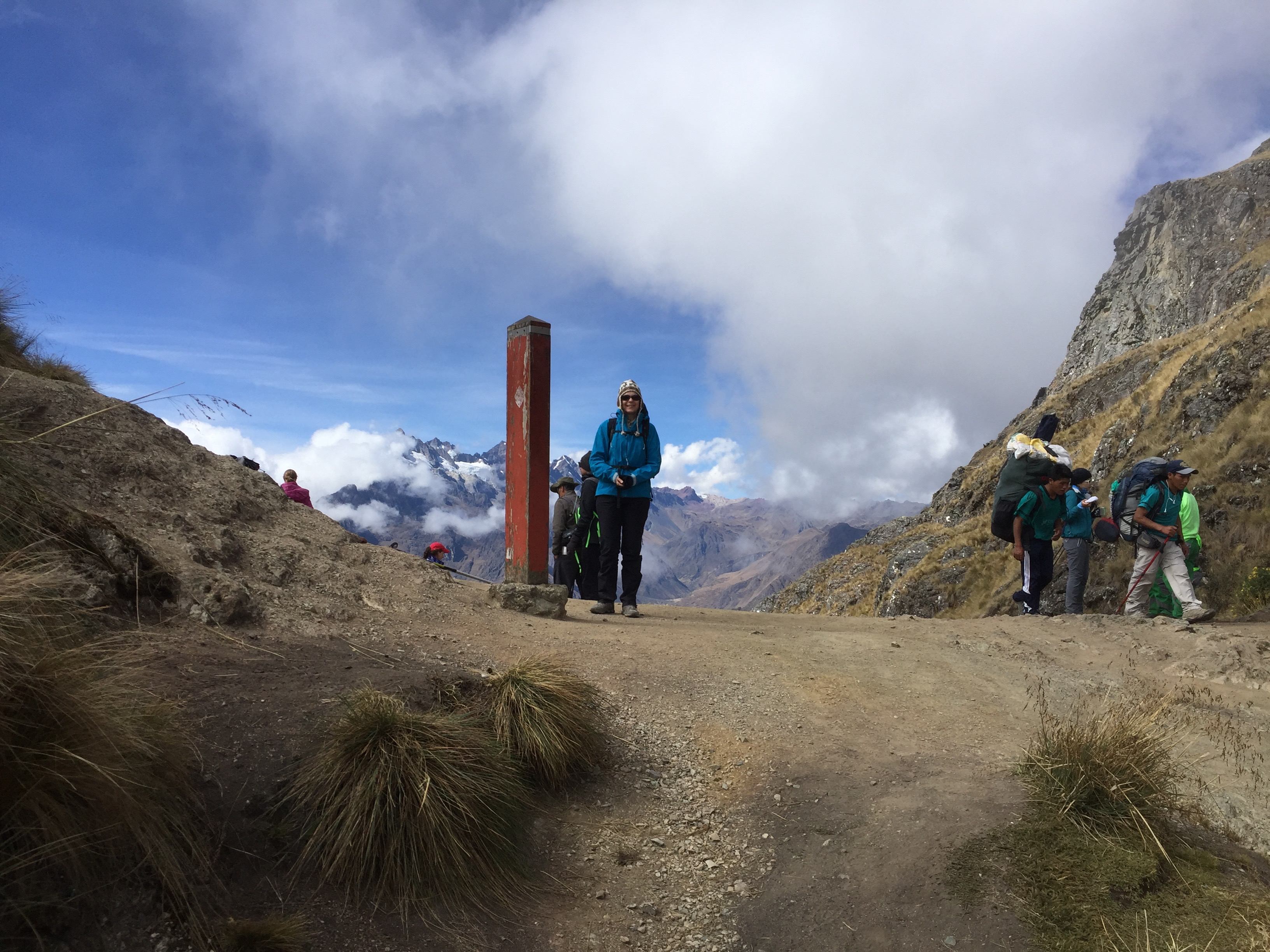
Col de la femme morte - Chemin de l'Inca - Pérou

Le chemin de l'Inca s'élève ensuite, passant par les camps de Tres Piedras (3 300 m) et Llulluchapampa (3 850 m) en direction du col de Warmi Wañusqa (en), appelé « la femme morte » en quechua en raison de la ligne de crête qui suggère une forme allongée à la poitrine et au visages proéminents. Le col atteint 4 215 m, c'est le point culminant du parcours classique. Une fois le col passé, la piste redescend abruptement en direction du Pakaymayu (en), en passant par le camp du même nom.
Après avoir traversé la rivière, le chemin repart à l'assaut d'un versant escarpé. À 3 750 m d'altitude, les ruines du tambo (relai inca) de Runkuraqay (en) surplombent la vallée.
La piste continue de monter, dépassant le petit lac de Cochapata. Cet ancien camp a été dégradé par les piétinements et il n'est plus possible d'y bivouaquer. Le col suivant est atteint à 3 950 m d'altitude. En redescendant le versant suivant, le chemin passe au pied de Sayaqmarka (en) ("la ville du lieu escarpé" en quechua), puis devant le tambo de Qunchamarka et le camp de Chaquicocha avant de s'engouffrer dans le premier des tunnels incas de l'itinéraire. Peu après un nouveau sommet à 3 650 m, un autre camp surplombe les ruines de Puyupatamarca ("la ville dans les nuages" en quechua). La piste dégringole alors de près de 1 000 mètres, par un escalier taillé dans la roche par les Incas qui compte environ 1 500 marches et franchit plusieurs tunnels. La ville moderne d'Aguas Calientes, la voie ferrée qui la dessert et les installations hydroélectriques qui l'entourent deviennent visibles.

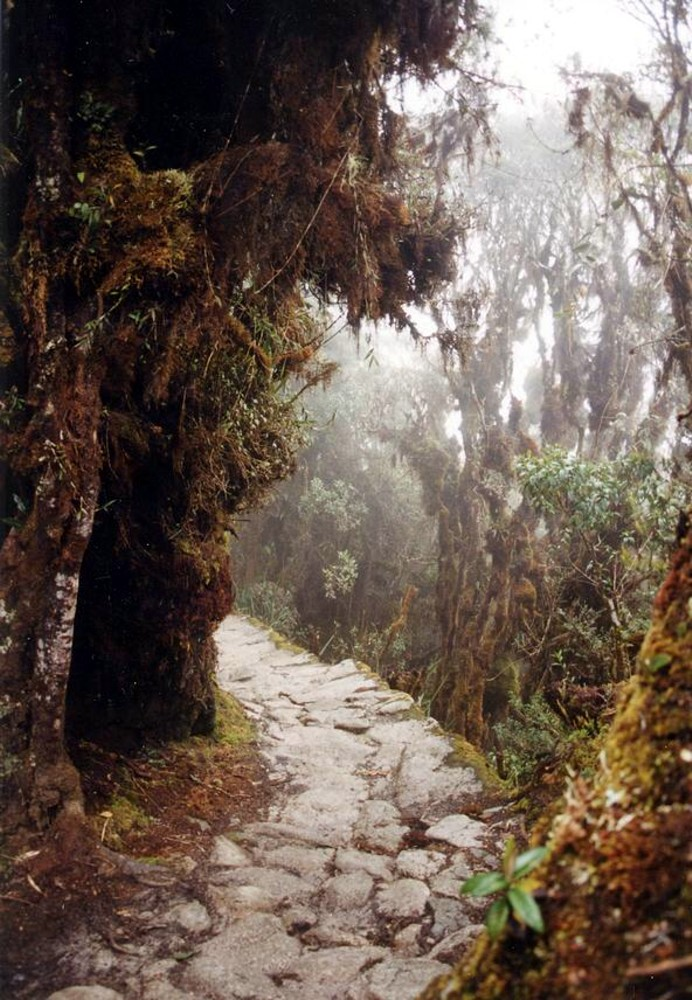
Une partie du chemin a été construit par les Incas.

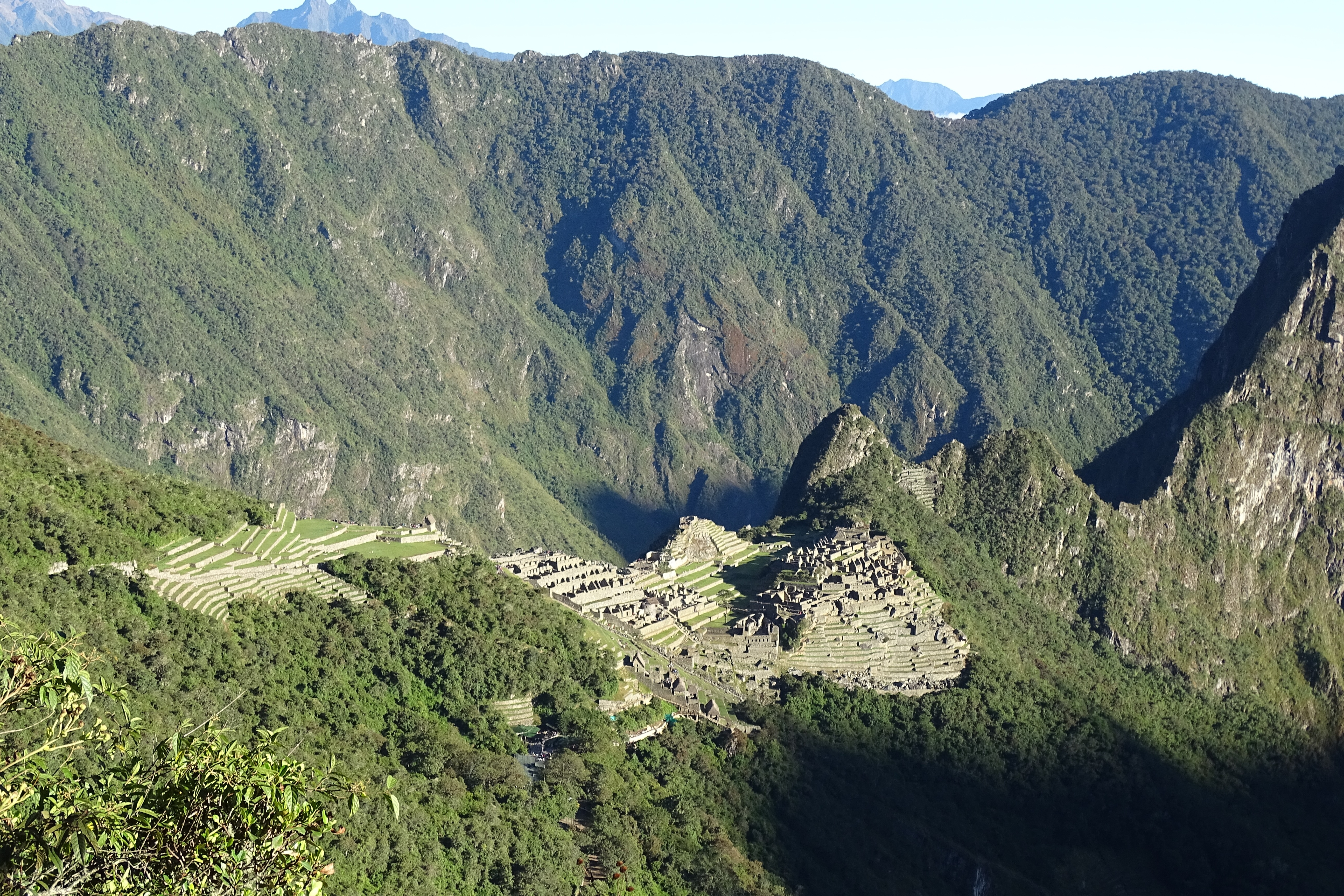
Machu Picchu depuis la porte du soleil dans le chemin de l'Inca

Aux environs des terrasses incas d'Intipata, le parcours classique est rejoint par le parcours "rapide" au niveau d'un camp doublé du refuge Caruso (2 650 m), juste à temps pour accéder au site de Wiñay Wayna. Commence alors l'ascension du mont Machu Picchu, jusqu'à l'abrupt escalier final qui permet d'atteindre à 2 700 m d'altitude Inti Punku (en), la Porte du soleil, incluse dans le site de Machu Picchu mais surplombant les ruines principales de plus de 200 mètres.

## Autres parcours
Ce parcours est dit "classique" par rapport aux pratiques des agences de tourisme, mais les alternatives n'en utilisent pas moins des voies incas.
La plus exigeante dure six ou sept jours et part de Mollepata, passe par le col du Salkantay à plus de 4 600 m, et rejoint le parcours classique à Wayllabamba. D'autres treks explorent le massif du Salkantay et rejoignent Machu Picchu par l'aval, mais ils n'empruntent pas le chemin de l'Inca officiel (ce qui leur permet d'être accessibles plus facilement et à moindre coût).
Avec une altitude supérieure à 3 000 m pendant plusieurs jours et dépassant ponctuellement les 4 000 m, les randonneurs empruntant le chemin de l'Inca peuvent être sujets au mal aigu des montagnes. Il est conseillé de séjourner quelques jours à Cuzco (3 200 mètres) pour s'habituer.
Il existe cependant aussi un parcours "rapide" qui peut se faire en un ou deux jours et ne dépasse pas les 2 700 m d'altitude tout en donnant accès à plusieurs sites mémorables. Il part de Chachabamba, au kilomètre 108 de la vallée de l'Urubamba à 2 000 m, et rejoint le parcours classique à Wiñay Wayna.

## Écologie

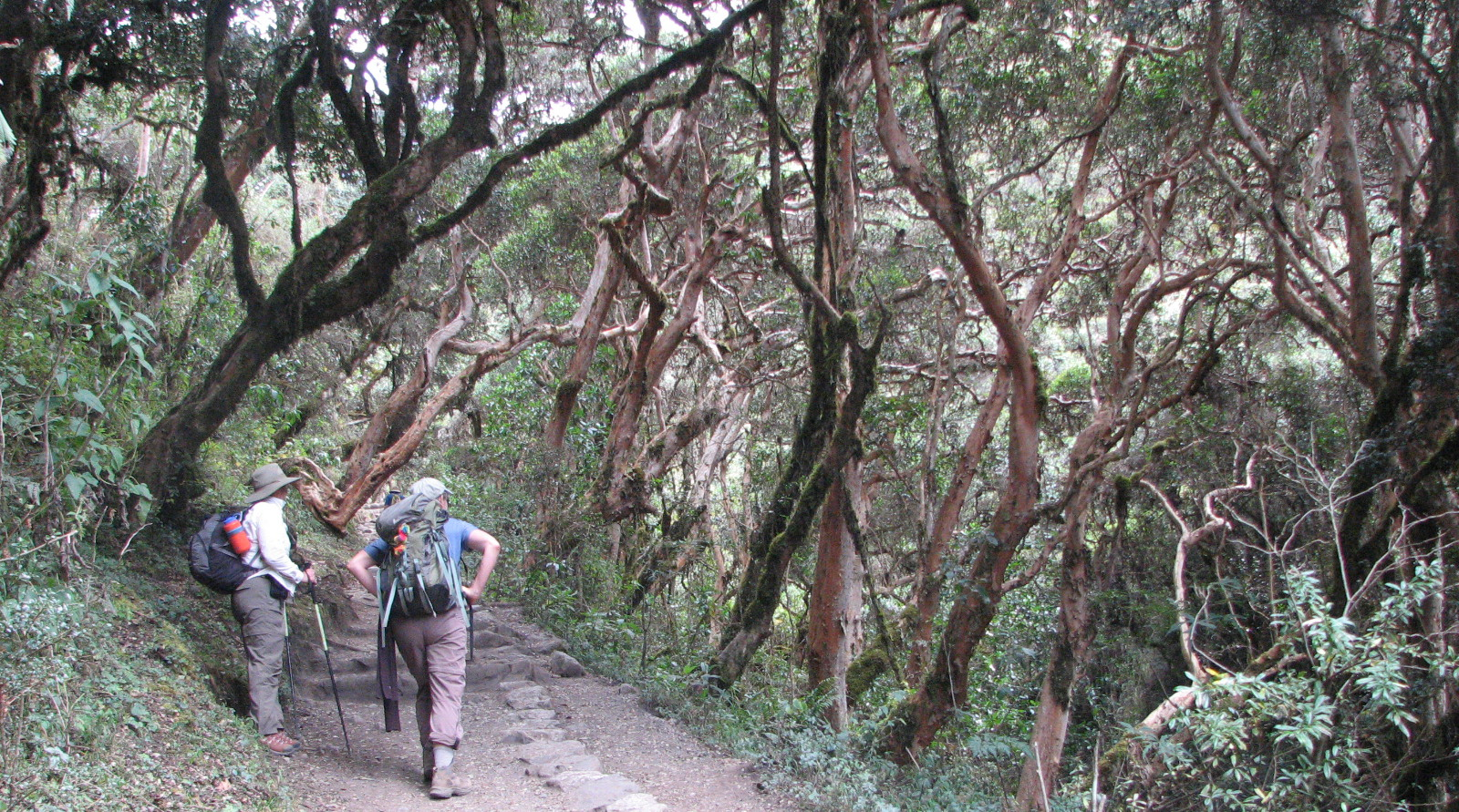
Le chemin de l'Inca dans une forêt de nuages

Le chemin passe par plusieurs types d'environnements andins parmi lesquels les forêts de nuages et la puna humide.
- La forêt de nuage est une jungle humide et dense, constituée notamment d'arbres comme le Quinquina rouge, Erythrina edulis, des espèces locales d'Aulne (en), de mahogany (en), d'arbre corail (en), Escallonia resinosa (en), Nectandra furcata (sv) ou Cecropia tacuna (sv) et d'arbustes comme Delostoma integrifolium ou Nectandra laurel (sv). En ce qui concerne les fleurs, les autorités péruviennes ont recensé 340 espèces différentes d'Orchidées.

Ce milieu sert d'habitat à de nombreuses espèces animales comme le Coq-de-roche péruvien, le Pic or-olive, la Merganette des torrents, la Loutre à longue queue, le Coati, le Puma ou l'Ours à lunettes, seul ours d'Amérique latine. Le lac de Cochapata sert notamment de point d'eau pour des cervidés (cerf de Virginie, daguet nain).
- La puna humide constitue le niveau supérieur dans l'étagement altitudinal andin[10]. Elle est caractérisée par l'omniprésence de l'ichu, une graminée endémique très utilisée dans les modes de vie traditionnels quechua et aymara, et quelques arbustes épars comme l'endémique et menacé qeñua, Myrcianthes oreophila ou Escallonia myrtilloides (en).

On peut y voir paître des lamas autour de Llulluchapampa, et c'est également là qu'on peut apercevoir une espèce endémique d'Agoutis, des viscaches, le Renard de Magellan ou le Condor des Andes.

## Archéologie

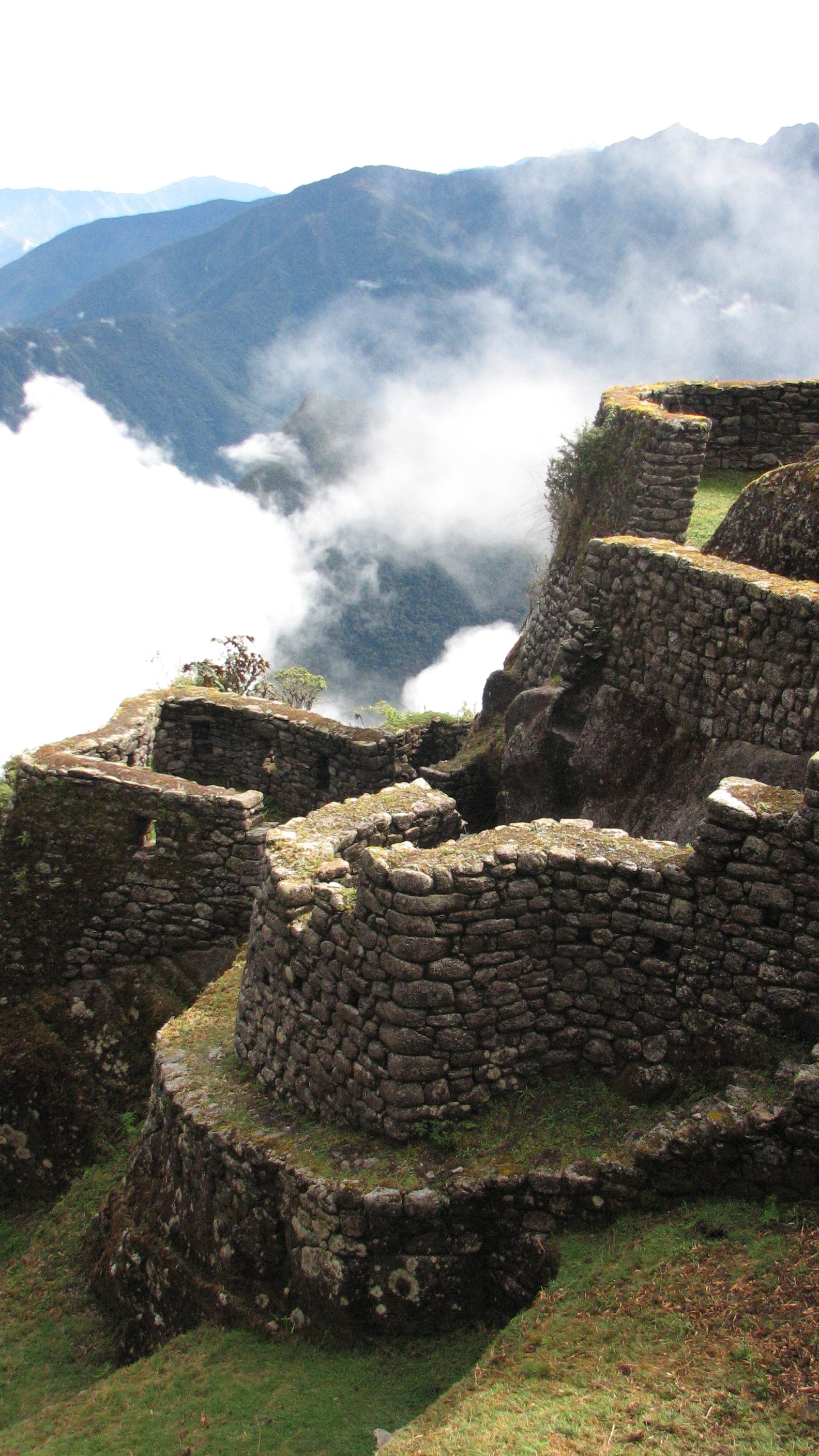
Les ruines de Phuyupatamarka

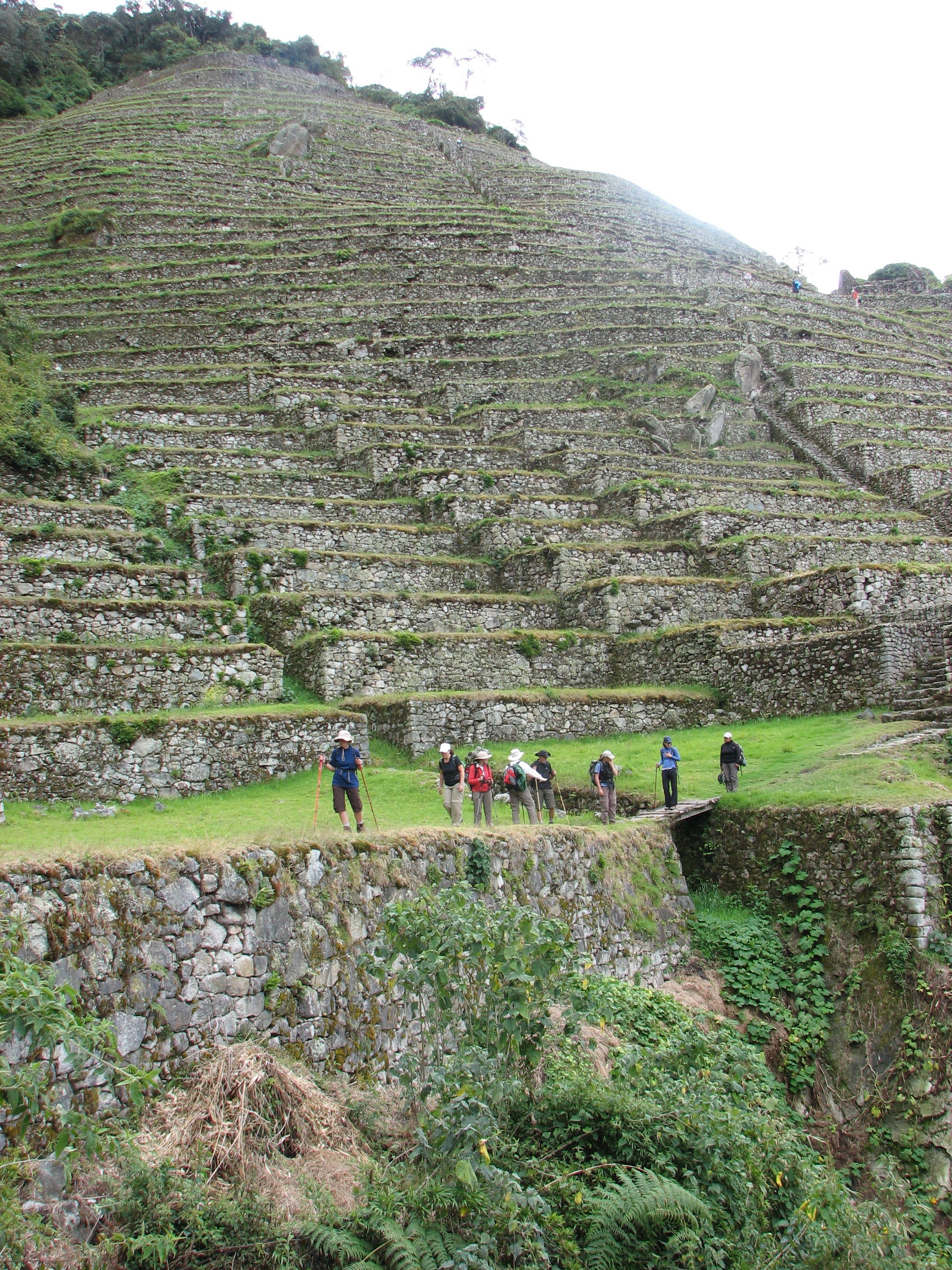
Intipata

Le chemin de l'Inca est en lui-même un objet archéologique car certains tronçons emploient encore les dalles posées ou les tunnels creusés à l'époque de l'empire inca, et plusieurs ruines sont desservies uniquement par cette voie.
- Les sites les plus étendus et les plus divers architecturalement sont ceux qui étaient des centres permanents d'habitation, de culture et de cérémonie, comme Patallacta (en), Sayaqmarka (en), Puyupatamarca et Wiñay Wayna. Comme au Machu Picchu, les quartiers d'habitation sont séparés des quartiers cérémoniels par des terrasses qui étaient irriguées et mises en culture.

À Sayaqmarka et Puyupatamarca, les terrasses de soutènement constituent de véritables murailles, dont sont dépourvues les deux autres villes. À Puyupatamarca et Wiñay Wayna, un système d'aqueducs alimente une série de bains où était pratiqué le culte de l'eau, comme au Machu Picchu.
- Une deuxième catégorie de sites regroupe les tambo de Runkuraqay (en) et Qunchamarka, des relais installés sur les chemins incas pour permettre aux chaskis (des messagers qui se déplaçaient à pied, les lamas étant des animaux de bât mais pas de monte, et les chevaux étant inconnus avant l'arrivée des conquistadors) de se ravitailler et de se relayer. Ce sont de petits forts situés directement sur la route, contrairement à la troisième catégorie que constituent les postes de guet comme le fort pré-inca (VIe siècle av. J.-C.) de Willkaraqay, qui surplombe le confluent de la Cusichaca (en) et de l'Urubamba.
- Enfin, le site récemment découvert d'Intipata semble n'être constitué que de terrasses agricoles, sur lesquelles on cultivait les bases alimentaires emblématiques de la région : pommes de terre, maïs, et patate douce[5].

## Ressources externes
- (en) « Machu Picchu and Inca Trail, Peru », sur le site d'Andy Roscoe (consulté le 24 août 2017)

Ce site personnel riche en cartes interactives mêle données géographiques, photographies récentes et ouvrages historiques pour renseigner l'ensemble des chemins de la région.
- (es) « Visor de Mapas de la Infraestructura de Datos Espaciales del Perú », sur mapas.geoidep.gob.pe (consulté le 25 août 2017)

Chercher "camino inca" sur le géoportail officiel du Pérou donne accès à des images satellites de meilleure qualité que celles du site précédent, mais non référencées pour le tourisme.
- « Mi Chacra - A Film by Jason Burlage », sur www.michacrafilm.com (consulté le 25 août 2017)

Ce documentaire primé au festival du film de montagne de Banff (en) suit l'un des porteurs du chemin de l'Inca, qui améliorent dans des conditions ardues leur ordinaire de paysans pauvres.